# FastTrack
FastTrack ist ein semi-dezentrales Peer-to-Peer-Netzwerkprotokoll, das von Filesharing-Programmen wie Kazaa und MLDonkey genutzt wird. FastTrack war Anfang 2003 das beliebteste Tauschbörsennetzwerk. Hauptsächlich auf den Austausch von MP3-Dateien spezialisiert, konnte auch jeder andere Dateityp, z. B. Videodateien, Programme und Bilder angeboten werden. FastTrack unterhielt zeitweise mehr Tauschbörsennutzer als Napster in seiner Blütezeit erreichte. Das Protokoll besitzt die Fähigkeit, abgebrochene Downloads wieder aufzunehmen, sowie unterschiedliche Teilstücke einer Datei von mehreren Quellen gleichzeitig herunterzuladen.

## Geschichte
FastTrack ist ein Gemeinschaftsunternehmen von Sharman Networks, AltNet und Joltid.
Das FastTrack Protokoll und Kazaa sind Ideen von Niklas Zennström & Janus Friis und wurden beide im März 2001 veröffentlicht. Somit ist die Geschichte von FastTrack und Kazaa sehr eng verknüpft. Die FastTrack-Gemeinde begann von Anfang an schnell zu wachsen. Von 20. April 2001 bis 6. Juni 2001 stiegen die Nutzerzahlen von etwa 20.000 auf über 150.000. Der rapide Anstieg erklärt sich dadurch, dass MusicCity (ein ehemaliger Ableger des OpenNap Netzwerks) sich reorganisierte, eine Lizenz von Kazaa erwarb und mit einem eigenen Client namens Morpheus nun neben Kazaa am FastTrack-Netzwerk teilnahm. Februar 2002 wurde Morpheus aufgrund unbezahlter Rechnungen aus dem Netzwerk ausgesperrt und FastTrack selbst erfuhr ein Versionsupdate.
Zu Spitzenzeiten (April 2003) waren etwa 4,4 Millionen Nutzer mit FastTrack verbunden. Vermutlich durch Adware, Spyware, die anhaltenden Klagen der RIAA gegenüber einzelnen Tauschbörsennutzern sowie eine steigende Zahl von Fake-Dateien kam es zu einem starken Einbruch der Nutzerzahl.

## Technologie
FastTrack ist ein sogenanntes P2P-Protokoll der zweiten Generation. Es basiert auf dem Gnutella-Protokoll und erweitert es um Supernodes (Computer die als Knotenpunkte im Netzwerk dienen). Supernodes agieren als vorübergehende Indexserver für andere langsamere Clients und erhöhen somit die Skalierbarkeit des Netzwerks. Die Supernode-Funktionalität ist in die Clientsoftware eingebaut und jeder Nutzer kann, eine gewisse Bandbreite und leistungsfähigen PC vorausgesetzt, seinen Computer zu einem Supernode machen.
Um sich überhaupt erfolgreich zum Netzwerk verbinden zu können, ist eine Liste von IP-Adressen einiger Supernodes fest in den Client einprogrammiert. Der Client versucht zunächst eine Verbindung zu ihnen herzustellen und falls erfolgreich, ruft er eine Liste derzeit aktiver Supernodes ab, die auch für zukünftige Verbindungsversuche mitgenutzt werden. Der Client sucht sich einen Supernode aus, dem er eine Liste seiner angebotenen Dateien hochlädt und über den nun auch sämtliche Suchanfragen stellt. Der Supernode kommuniziert mit weiteren Supernodes, um Suchanfragen der Clients zu erfüllen. Wurde eine gesuchte Datei gefunden, baut der Client eine direkte Verbindung zur Quelle auf und die Datei wird über HTTP übertragen.
Um es Nutzern zu ermöglichen, von mehreren Quellen herunterzuladen, setzt FastTrack auf die UUHash Hashfunktion. Für sehr große Dateien können Prüfsummen mit UUHash auch auf leistungsschwächeren Computern sehr schnell erstellt werden. Allerdings bleiben massive Verfälschungen/Korrumpierungen einer Datei unbemerkt. Vor allem die RIAA nutzt diese Schwachstelle aus, um gefälschte oder defekte Dateien im Netzwerk zu verbreiten.

## Clients
Das FastTrack-Protokoll verwendet eine von den Schöpfern undokumentierte Verschlüsselung. Der Quellcode der ersten Clients wurde nicht veröffentlicht, jedoch werden die Initialisierungsdaten für die Verschlüsselung im Klartext übertragen. Eine Public-Key-Verschlüsselung kommt nicht zum Einsatz, was das Reverse Engineering vergleichsweise einfach gestaltete. Open-Source-Programmierer konnten durch „Reverse Engineering“ den Codeabschnitt für die Kommunikation zwischen Client und Supernode 2003 erfolgreich entschlüsseln. Das Kommunikationsprotokoll zwischen Supernode zu Supernode bleibt jedoch weiterhin unbekannt.
Die folgenden Programme sind oder waren FastTrack-Clients:
- Apollon – KDE, Open Source (GPL), basiert auf giFT, unterstützt auch weitere Netzwerke
- KCeasy (über giFT-Plugin), verbindet sich auch mit den Netzwerken von Ares Galaxy, Gnutella, und OpenFT
- Grokster – Entwicklung Juni 2005 eingestellt
- iMesh – seit Oktober 2005 Payment-Anbieter
- Kazaa – offizieller Client, enthält Adware/Spyware
- Kazaa Lite – Kazaa-Derivate, enthalten keine oder weniger Adware/Spyware (siehe auch Kazaa-Lite-Varianten)
- Mammoth – plattformunabhängig, Open Source, Entwicklung Januar 2004 eingestellt
- MLDonkey
- Morpheus (Filesharing-Client)